# ونتسیا
ونتسیا (انگلیسی: Venetsiya) یک شهرک در شهرستان دیورتیورلینسکی در استان باشقیرستان کشور روسیه است.